# فاستلاين (2019)
فاستلاين 2019 (بالإنجليزية: WWE FASTLANE 2019)‏ هو حدث رياضي مقدم من طرف دبليو دبليو إي نتورك وستكون المباريات من نوع راو وسماك داون أقيم في العاشر من مارس 2019 في مدينة كليفلاند. ويعتبر الحدث السادس تحت هذا المسمى.

## المباريات
| الرقم | المباراة                               | الشرط                               |
| ----- | -------------------------------------- | ----------------------------------- |
| 1     | دانيال براين ضد كيفين أوينز            | مباراة فردية على لقب الاتحاد        |
| 2     | ساشا بانكس وبايلي ضد نايا جاكس وتامينا | مباراة فرق على لقب تاج تيم النساء   |
| 3     | اسكا ضد ماندي روز                      | مباراة فردية على لقب نساء سماك داون |
| 4     | ذا أوسو ضد ذا ميز وشين مكمان           | مباراة فرق على لقب سماك داون للفرق  |